# 82232 Гейбергер
82232 Гейбергер (82232 Heuberger) — астероїд головного поясу, відкритий 11 травня 2001 року.
Тіссеранів параметр щодо Юпітера — 3,566.